# 埃爾克鎮區 (新澤西州)
埃爾克鎮區（英語：Elk Township）是位於美國新澤西州格洛斯特縣的一個鎮區。

## 地方資料
埃爾克鎮區的面積為50.08平方千米，當中陸地面積為49.61平方千米，而水域面積為0.47平方千米。根據2020年美國人口普查的數據，當地共有人口4424人，而人口密度為每平方千米88.34人。